# Sungai Pinang (Hulu Kuantan)
Sungai Pinang is een bestuurslaag in het regentschap Kuantan Singingi van de provincie Riau, Indonesië. Sungai Pinang telt 773 inwoners (volkstelling 2010).